# Магматизм
Магматизм — процесс возникновения в мантии и земной коре магматических расплавов, последующего их подъёма и затвердевания на разных глубинах или извержения на поверхности Земли. Магматизм является одним из главных факторов формирования земной коры. Выделяются следующие основные его этапы: зарождение, подъём и затвердевание.

## Жизненный цикл

### Зарождение магмы
Магмы выплавляются в интервале глубин от 15 до 250 км при частичном плавлении вещества земной коры и мантии. При этом «… в природных магматических очагах доля жидкой фазы обычно не превышает 20-30 %, а во многих случаях составляет всего несколько процентов и менее. … Температура силикатных магм в момент зарождения варьирует от 1800—1600 до 600—500 °C. Максимальные оценки относятся к наиболее глубинным ультраосновным расплавам, возникающим при плавлении перидотитов верхней мантии, а минимальные — к наименее глубинным кислым магмам, образованным в земной коре и обогащенным водой или фтором, которые значительно понижают температуру плавления.»
Выделяют 3 основных механизма зарождения магмы:
1. Нагрев выше температуры плавления глубинного вещества. Причинами эпизодического и локального нагрева, возможно, являются: радиоактивный распад U, Th, K и/или выделение тепла от трения при пластических деформациях.
2. Адиабатический подъём глубинного вещества до линии солидуса и выше.
3. Дегидратация гидроксил-содержащих минералов глубинного вещества. "Распространенными минералами такого рода являются, например, слюды, которые при нагревании выделяют до 4 мас.% воды. Если в магматическом источнике имеется вода, то температура плавления силикатного вещества понижается на десятки и сотни градусов.

### Подъём и дифференциация магмы
В областях зарождения за счет меньшей плотности и вязкости расплав выжимается из связной системы межзерновых пор, наподобие того, как выжимается вода из рыхлого осадка на дне моря. Cкопления относительно легкой жидкости обладают некоторым избыточным давлением и начинают пробивать путь наверх, самостоятельно раздвигая стенки ранее существовавших трещин. При этом скорость подъёма не очень вязких магм может достигать километров и даже десятков километров в час. Глубина, до которой может подняться расплав, определяется общим его количеством, соотношением плотностей расплава и вмещающих пород, а также соотношением между температурой и содержанием растворенной воды.
При подъёме магмы она эволюционирует в сторону обогащения более поздних выплавок кремнезёмом и литофильными элементами и обеднения мафическими компонентами (MgO, FenOm) а также прочими преимущественно сидерофильными элементами. Эволюция обусловлена магматической дифференциацией исходно гомогенного расплава, при которой происходит разделение на различные по составу и свойствам фазы. Этот процесс осложняется рядом явлений, среди которых, пожалуй, основным «конкурентом» является ассимиляция магмой боковых пород магмаводов, стенок и крыш магматических камер.

#### Механизмы дифференциации
1. кристаллизационная дифференциация — процесс разделения на фазы исходно гомогенного расплава, обусловленный последовательным выпадением из расплава минералов со все меньшей энергией связи в кристаллической решетке (кристаллизационный ряд Боуэна). «Обычно такая дифференциация происходит при фракционировании к-лов в результате отделения кристаллич. фракции от магматич. расплава (фракционная кристаллизация). При этом прекращается взаимодействие между к-лами и расплавом. Этот процесс может сопровождаться конвекцией и переносом к-лов в сторону холодных частей магматич. камеры и осаждением их, иногда ритмическим, на ее дне (дифференциация конвекционная). Удаление из расплава к-лов изменяет его химич. состав. Благодаря последовательно-дискретному образованию м-лов, состав расплава изменяется дискретно и продукты каждой последующей стадии кристаллизации расплава будут заметно различаться, как правило, в сторону образования более кислых и легкоплавких г.п.» ;
2. гравитационная дифференциация — процесс разделения на фазы исходно гомогенного расплава в гравитационном поле. Погружение отделившейся от расплава более плотной фазы или, наоборот, всплытие менее плотной. Характерна для ультраосновных, основных и щелочных магм, из-за их относительно низкой вязкости, в связи с малой концентрацией SiO2;
3. диффузионная дифференциация — процесс разделения на фазы исходно гомогенного расплава, обусловленный диффузией ионов или молекул в гравитационном поле, либо в условиях температурного градиента;
4. эманационная дифференциация — процесс разделения на фазы исходно гомогенного расплава, обусловленный эманацией легких элементов. Особенно характерна в протяженных по вертикали магматических колоннах в присутствии растворенных в расплаве летучих компонентов, в частности воды;
5. ликвационная дифференциация — разделение расплава на две несмешивающиеся жидкие фазы.
«Выделение газ. фазы и всплывание газ. пузырьков также приводит к дифференциации магмы, причем, если началась кристаллизация, этот процесс может сопровождаться флотацией к-лов.»

#### Осложняющие явления
1. магматическая ассимиляция — «поглощение и расплавление магмой пород кровли и стенок резервуара, в результате чего магма подвергается контаминации. М. а. вызывает значительные локальные химические изменения магмы.» Например, при внедрении гранитного расплава в известняки и ассимиляции их заметно увеличивается в расплаве содержание кальция. При кристаллизации будет образовываться не кислый плагиоклаз, что характерно для нормальных гранитов, а более основной. В результате ассимиляции гранитной магмой глиноземистых пород (например, слюдистых сланцев) могут появиться такие высокоглиноземистые минералы, как кордиерит или андалузит;
2. гибридизм — процесс смешения двух разных по составу расплавов (синтексис) или ассимиляции расплавом ранее застывшей магматической фазы. В гибридной магме возможно присутствие реликтов вмещающих пород (ксенолитов) или их отдельных, обычно тугоплавких минералов (ксенокристаллов);
3. десиликация — извлечение кремнезема из расплава за счет связывания его Mg, Ca, Fe вмещающих пород при внедрении магм богатых SiO2 в породы бедные этим компонентом (например, в известняки или ультрабазиты). Это приводит к обеднению расплава кремнеземом и нарушению изначально нормальной пропорции SiO2 и Al2O3. Глинозем оказывается в вынужденном избытке, в связи с чем возникают минералы обогащенные Al, а количество кварца уменьшается вплоть до полного исчезновения. Если при этом количество глинозема оказывается особенно велико, он может выделиться в свободном виде, образуя корунд.

### Затвердевание
При затвердевании магматического расплава происходит полная или частичная кристаллизация вещества и образуются твердые тела магматических горных пород. В случаях близповерхностных извержений (вулканизм) характерно формирование пород с порфировыми или порфировидными текстурами, что обусловлено неравновесностью такого процесса. Остывание часто сопровождается процессами автометаморфизма и автометасоматоза, тектоническими явлениями (образованием кальдер и кольцевых структур, в связи с контракцией крупных интрузий и пр.).

## Магматизм в мантийно-коровом круговороте вещества
В зонах спрединга происходит подъём и частичное плавление вещества астеносферы. При этом выплавляется относительно легкая базальтовая магма, которая затем извергается в зонах срединно-океанических хребтов и задуговых бассейнов, а относительно тяжелый остаточный расплав перидотита опускается обратно. «Базальтовая магма, разные формы кристаллизации которой дают породы II и III слоев океанской коры, обнаруживает общие особенности состава во всех зонах спрединга, что послужило основанием для выделения особого геохимического типа базальтоидов» — БСОХ (базальты срединно-океанских хребтов)
В зоне глубоководного желоба гетерогенная, состоящая из смеси безводных базитов, зеленых сланцев, амфиболитов и серпентинитов, океаническая кора субдуцирует и испытывает ряд превращений. По мере погружения зеленые сланцы превращаются в амфиболиты, а высвободившаяся вода вступает в реакцию с безводными базитами с образованием еще большего количества амфиболитов. Согласно модели А. Рингвуда, погружающаяся океаническая кора находится в таких Р-Т-условиях, что изобарический переход амфиболита в эклогит происходит в субсолидусных условиях при довольно низких температурах (<700°С). Высвобожденные воды поднимаются в перекрывающий мантийный клин, способствуют снижению вязкости и вызывают подъём мантийных диапиров, что в свою очередь вызывает их частичное плавление. Таким образом формируются водные толеитовые магмы, дифференциация которых приводит к появлению ранних толеитовых серий островных дуг.
На глубинах более 100 км океаническая кора представлена эклогитом + серпентином. При давлении приблизительно 50 кбар и температуре около 500°С серпентин распадается на фазу DHMS + энстатит + вода. При этом же давлении и более и температурах 500…1600°С фаза DHMS вступает в реакцию с энстатитом с образованием форстерита и воды. Реакции дегидратации осуществляются постепенно и на большом интервале глубин, так как толща Qu-эклогита прогрет неравномерно. При наличии воды Qu-эклогит подвержен частичному плавлению с образованием риодацитовой магмы. Поступая наверх эти магмы вступают в реакции с веществом мантийного клина и вызывают подъём диапиров, состоящих из Ol-пироксенита. В результате возникают родоначальные для известково-щелочных серий базальтовые магмы. Эти магмы по мере подъёма испытывают фракционирование, контролируемое в основном гранатом, пироксеном и амфиболом.
Образующиеся при всех этих процессах относительно кислые магмы транспортируются к поверхности и совместно с осадочными породами присоединяются к окраине континента, наращивая, континентальную кору. Наращивание в результате привноса материала, а также ввиду скучивания и деформаций пород при сжатии над зонами субдукции или в областях коллизии приводит к увеличению радиогенного тепла, генерирующегося in situ. Это приводит к разогреву и, как следствие, к региональному метаморфизму и частичному плавлению с образованием вторичных гранитных магм. К этому времени приурочено образование горных цепей и хребтов.

## Проявления магматизма
Выделяют 3 типа магматизма по месту его проявления:
- Континентальный.
- Окраинно-континентальный.
- Океанический.

В их составе выделяются разные, более локальные подтипы. Например: магматизм островодужный, рифтовый, плюмовый, горячих точек и некоторые другие.
По глубине проявления магматизм разделяется на 4 класса:
- ультраабиссальный (очень глубокий),
- абиссальный (глубокий),
- гипабиссальный (приповерхностный),
- поверхностный.

По составу магмы на 6 видов, соответствующих рядам кремнезёмистости магматических пород.
В современную геологическую эпоху магматизм особенно развит в пределах Тихоокеанского подвижного пояса, срединно-океанических хребтов, рифтовых зон Африки и Средиземноморья и др. С магматизмом связано образование большого количества разнообразных месторождений полезных ископаемых.

## Список литературы
1. 1 2 3  Попов, В.С. Магматизм Земли // Соросовский образовательный журнал. — 1995. — № 1. Архивировано 18 февраля 2022 года.
2. 1 2 3  Дифференциация магматическая. Геологический словарь. ВСЕГЕИ. Дата обращения: 12 августа 2017. Архивировано 12 августа 2017 года.
3. 1 2  Бакуменко И.Т., Кулик Н.А., Литасов Ю.Д., Никитин А.А. Минералообразующие процессы. Геологический Музей НГУ. Дата обращения: 13 августа 2017. Архивировано из оригинала 13 августа 2017 года.
4. ↑  Гибридизм. Геологический словарь. ВСЕГЕИ. Дата обращения: 13 августа 2017. Архивировано 13 августа 2017 года.
5. ↑  Khain, Viktor Efimovich. Geotektonika s osnovami geodinamiki. — Moskva: Izd-vo Moskovskogo uni-ta, 1995. — 479 pages с. — ISBN 521103063X.
6. 1 2 3  Григорьев, С.И. Вулканы, вулканические процессы и вулканиты. — СПбГУ, 1995. — 95 с. — ISBN 5-87403-016-6 : Б. ц..

## Дополнительные материалы
- Хаин В. Е., Ломизе М. Г. Геотектоника с основами геодинамики
- Богатиков О. А., Коваленко В. И., Шарков Е. В. Магматизм, тектоника, геодинамика Земли. Связь во времени и в пространстве
- Базис
- Акинини В. В. Позднемезозойский и кайнозойский магматизм и преобразование нижней коры в северном обрамлении Пацифики
- Нановключения высокобарного гидросиликата Mg3Si4O10(OH)2 · nH2O (10a-фаза) в мантийных оливинах: механизмы образования и трансформации